# What the Water Gave Me
What the Water Gave Me è un singolo promozionale del gruppo musicale britannico Florence and the Machine, pubblicato il 23 agosto 2011 come estratto dal secondo album in studio Ceremonials.

## Descrizione
Il titolo della canzone, dalla durata di circa cinque minuti e mezzo, è ispirato all'omonimo dipinto di Frida Kahlo.